# Gare de Makiïvka
La gare de Makiïvka  est une gare du Réseau ferré de Donestk, elle est située à Makiïvka en Ukraine.

## Situation ferroviaire

Le réseau de Donetsk, Макeeвка sur la droite.

## Histoire
Elle ouvre en 1904 lors de la construction du chemin de fer de Catherine.